# Aneuploidía
En genética, el término aneuploidía hace referencia al cambio en el número cromosómico del cariotipo, que puede dar lugar a enfermedades genéticas. Un aneuploide es un individuo cuyo número de cromosomas difiere del tipo silvestre o euploide en parte de su dotación cromosómica, debido a un cromosoma extra o ausente, que siempre se asocia con una deficiencia en el desarrollo físico, mental o ambos.
Generalmente, la dotación cromosómica aneuploide solo difiere de la silvestre en uno o pocos cromosomas. La aneuploidía se puede observar frecuentemente en células cancerosas. En los animales solo son viables las monosomías y las trisomías, ya que las nulisomías son letales en individuos diploides. También se debe a la incorporación de dos cromosomas homólogos juntos en un mismo gameto durante la meiosis, en lugar de separarse, para incorporarse a una célula hija formando gametos con un cromosoma menos y uno de más, que al fecundar otros gametos normales darán lugar a monosomías y trisomías.
Una de las aneuploidías más comunes es el síndrome de Down, que es una trisomía del cromosoma 21. Las anomalías cromosómicas se describen utilizando una serie de abreviaturas y una nomenclatura estandarizada que indican la naturaleza de la alteración y (en el caso de los análisis realizados mediante FISH o micromatrices) la tecnología utilizada para detectarla.
Las consecuencias fenotípicas de una alteración cromosómica dependen de su naturaleza específica, del desequilibrio resultante de las partes implicadas del genoma, de los genes específicos contenidos o afectados por la alteración y de la probabilidad de su transmisión a la generación siguiente.

## Causas que dan lugar a la aneuploidía
En la aneuploidía los números cromosómicos no son múltiplos del básico, lo cual puede deberse a dos razones:
- Un retraso en la meiosis de un cromosoma, que conlleva una pérdida de dicho cromosoma en la anafase. Se produce como resultado del movimiento tardío durante la anafase. Los cromosomas que no entran en el núcleo de la célula se pierden.

- La no disyunción meiótica es la causa de la mayoría de los casos de aneuploidía, y se produce durante el transcurso de la meiosis o de la mitosis. Disyunción es otra palabra empleada para describir la segregación normal de los cromosomas homólogos o las cromátidas hacia los polos opuestos durante la meiosis o la mitosis, respectivamente. La no disyunción indica un fallo en este proceso, en el que dos cromosomas o cromátidas se van juntos y el otro polo no recibe nada. La no disyunción mitótica puede suceder cuando las células se dividen durante el desarrollo. Como resultado de este fenómeno algunas partes del cuerpo serán aneuploides (sectores aneuploides). La no disyunción meiótica se da con mayor frecuencia. En este caso, los productos de la meiosis son aneuploides, dando lugar a la formación de descendientes en los que el organismo completo es aneuploide. En los casos de no disyunción meiótica, los cromosomas pueden separarse erróneamente tanto en la primera como en la segunda división. De cualquier forma, se producen gametos n-1 o n+1. Si se fecunda un gameto n-1 con otro gameto n, se produce un cigoto monosómico (2n-1). La fusión de un gameto n+1 con un gameto n produce un cigoto trisómico (2n+1).

## Tipos de aneuploidías
En función de unos criterios u otros podemos distinguir distintos tipos de aneuploidías.
- Según el tipo de cromosomas afectados (sexuales o autosómicos):

Aneuploidía de los cromosomas sexuales: la aneuploidía de los cromosomas sexuales humanos se tolera mejor que la de los cromosomas autosómicos.
Aneuploidía autosómica: entre los seres humanos los sujetos aneuploides autosómicos nacidos vivos son menos frecuentes que los aneuploides de los cromosomas sexuales, tal vez porque no existe un mecanismo de compensación de la dosis en los cromosomas autosómicos. La mayoría de los aneuploides autosómicos aborta en forma espontánea, con excepción de los aneuploides de algunos autosomas pequeños, como el cromosoma 21. Dado el tamaño de estos cromosomas y que portan menos genes la presencia de copias adicionales es menos perjudicial.
- Según el número de cromosomas ganados o perdidos:

Nulisomía, aquella en la que falta un par de cromosomas homólogos (2n-2 cromosomas), donde no se refiere al número haploide de cromosomas. Un individuo humano nulisómico poseería 44 cromosomas.
Monosomía es la pérdida de un solo cromosoma, (2n-1 cromosomas). Una persona monosómica tiene 45 cromosomas.
Disomía, (2n cromosomas).
Trisomía es la ganancia de un solo cromosoma, (2n+1 cromosomas). Una persona trisómica posee 47 cromosomas, existen tres copias homólogas de un cromosoma.
Tetrasomía es la ganancia de dos cromosomas homólogos, representada como (2n+2 cromosomas). Una persona tetrasómica posee 48 cromosomas.
Pentasomía, (2n+3 cromosomas).

### Monosomías
Los complementos cromosómicos monosómicos son perjudiciales, por dos razones. Por un lado, porque ponen de manifiesto genes recesivos deletéreos en hemicigosis, y por otro, porque se produce un desequilibrio cromosómico, que ha sido establecido por la evolución durante millones de años, necesario para un ajuste sutil de la homeostasis celular.
Estos individuos aparecen gracias a procesos de no-disyunción meiótica o mitótica, produciendo gametos que son el origen de individuos monosómicos, trisómicos y otros aneuploides. La disyunción es la separación normal de los cromosomas o cromátidas hacia los polos opuestos de la célula durante la división nuclear. La no-disyunción es un defecto de este proceso y finaliza con dos cromosomas emigrando hacia el mismo polo, mientras que hacia el otro no emigra ninguno. Se producen gametos n+1 y n-1, de forma que si los segundos se combinan con gametos n, obtendremos un individuo 2n-1. Dos gametos n+1 pueden producir un individuos tetrasómico si está implicado el mismo cromosoma, o un doble trisómico si son cromosomas diferentes.

#### En humanos
En humanos, las monosomías autosómicas producen la muerte en el útero, mientras que la monosomía X0, provoca el síndrome de Turner, el cual es la única monosomía viable.
Los afectados son hembras estériles con características de estatura baja y un repliegue membranoso entre el cuello y los hombros, además de encontrar poco desarrollo en características sexuales. Poseen el pecho con forma de escudo y pezones muy separados, así como ovarios rudimentarios y manchas marrones en las piernas. Su incidencia es de 1/5.000 en la población de la especie.
Hay casos de monosomías autosómicas parciales, como el síndrome del maullido del gato (Cri du chat),  que es provocado por la deleción del extremo del brazo corto (p) del cromosoma 5, o el síndrome de deleción 1p36, causado por una deleción del extremo del brazo corto del cromosoma 1.

### Disomías
Una disomía es la presencia de un par de cromosomas. En los organismo diploides como los humanos, esta es la condición normal. Para aquellos organismos haploides (como los gametos humanos), triploides o poliploides, la disomía constituye una aneuploidía. En la disomía uniparental, la disomía hace referencia a que ambas copias del cromosoma provienen únicamente de uno de los progenitores.

### Trisomías
Las trisomías también son alteraciones cromosómicas, que pueden dar lugar a ciertas anormalidades o a la muerte, aunque algunos son individuos viables, pudiendo ser incluso fértiles. Cuando observamos células de individuos trisómicos durante el emparejamiento de cromosomas en la meiosis, podemos observar trivalentes (un grupo de tres cromosomas emparejados), mientras que los otros cromosomas presentan bivalentes normales. En la segregación, dos cromosomas emigrarán juntos y otro lo hará sólo con igual probabilidad para cada uno.
Existen varios tipos de trisómicos dependiendo de las características que tenga el cromosoma crítico:
- Primario: Tiene adicionalmente un cromosoma del complemento normal. En meiosis forma (n-1) bivalentes y un trivalente que nunca podrá estar en anillo.
- Secundario: El cromosoma extra es un isocromosoma. En meiosis forma (n-1) bivalentes y un trivalente que puede aparecer cerrado totalmente (en anillo).
- Terciario: Es un trisómico cuyo cromosoma extra se ha originado por translocación y sus dos brazos se corresponden a cromosomas distintos del complemento normal. En meiosis, su configuración crítica, será de (n-2) bivalentes y un pentavalente abierto cuyo cromosoma central será el cromosoma crítico.

#### En humanos
Las trisomías más frecuentes en los seres humanos son:
- Síndrome de Klinefelter (47,XXY), que produce individuos altos, con físico ligeramente feminizado, cociente intelectual algo reducido, disposición femenina del vello del pubis, atrofia testicular y desarrollo mamario. Tienen una mezcla de ambos sexos (individuos ginandromorfos).
- Síndrome de Down (47,XY,+21), que es la aneuploidía más viable, con un 0,15% de individuos en la población. Es una trisomía del cromosoma 21 (aunque puede producirse por translocación), que incluye retraso mental (CI de 20-50), cara ancha y achatada, estatura pequeña, ojos con pliegue epicántico y lengua grande y arrugada.
- Síndrome de Edwards (47,XY,+18), que es una trisomía del cromosoma 18.
- Síndrome de Patau (47,XY,+13), que es una trisomía del cromosoma 13.
- Trisomía 9 (47,XY,+9), que es una trisomía del cromosoma 9.
- Trisomía 8 (47,XY,+8). La trisomía 8 es una anomalía cromosómica que en la mayoría de los casos descritos corresponde a un mosaico. Sus características clínicas varían desde dismorfias discretas hasta malformaciones severas que, por lo general, incluyen retraso mental —leve a grave—, dismorfias faciales típicas, alteraciones esqueléticas, pliegues palmares y plantares profundos, anomalías renales y otras.
- Trisomía 16 (47, XY,+16), que es la trisomía más frecuente, ya que se da en el 1% de las concepciones, pero totalmente inviable, dando lugar a un aborto alrededor del tercer mes.
- Síndrome del triple X (47,XXX), que presenta tres cromosomas X.
- Síndrome del XYY (47,XYY).

También existen aneuploides somáticos, que son individuos constituidos por diferentes líneas celulares con diferente número de cromosomas. Se denominan quimeras y se producen por una no-disyunción en la mitosis. Al principio del desarrollo puede originarse un individuo mosaico, como los ginandromorfos a nivel sexual. Son individuos con cromosomas de ambos sexos, pudiendo existir individuos X0/XYY o XX/XY.

### Tetrasomías y pentasomías
Tetrasomía y pentasomía hacen referencia a la presencia en una célula de cuatro o cinco copias de un cromosoma, respectivamente. Son casos extremadamente raros pero han sido documentados diversos casos en humanos que presentaban los siguientes cariotipos: XXXX (síndrome XXXX), síndrome XXYY, síndrome XXXY, XYYY, XXXXX, XXXXY, XXXYY, XYYYY, XXYYY.
La tetrasomía no es la ganancia de dos cromosomas al azar, sino de dos cromosomas homólogos, de tal forma habrá cuatro copias homólogas de un cromosoma determinado.

## Aneuploidía y edad materna
En los seres humanos la mayor parte de los casos de aneuploidía se originan a partir de una no disyunción materna y la frecuencia de aneuploidía se correlaciona con la edad materna. Aún no se conoce con certeza la causa que subyace a la asociación entre la edad materna y la no disyunción, aunque recientes estudios indican una fuerte correlación entre la no disyunción y la recombinación meiótica aberrante. La edad materna es el único factor etiológico cuyo vínculo con las anomalías cromosómicas de número (es decir, por aumento o disminución del número de cromosomas: aneuploidías) es reconocido hasta ahora de manera inequívoca. Las no-disyunciones cromosómicas que dependen de la edad materna afectan al conjunto de los cromosomas, siendo las más representativas las trisomías de los cromosomas 13, 15, 16, 18 y 21, para las cuales predomina el origen materno del cromosoma supernumerario o extra (93 % en la trisomía 18 y trisomía 21; 100 % en la trisomía 16). La mayoría de las aneuploidías de origen materno se deben a un error en la fase de separación cromosómica que ocurre en la primera división meiótica o meiosis I.
En los estudios moleculares familiares realizados para las diversas trisomías, se ha puesto de relieve la existencia de una disminución o ausencia de recombinaciones durante el período de la meiosis en los cromosomas que son objeto de trisomía, lo que sugiere que el perfil de esas recombinaciones es un factor importante de predisposición para la nodisyunción meiótica. De hecho, en los estudios más recientes se ha comprobado la existencia de una correlación entre la posición de los quiasmas sobre los cromosomas y la aparición de no-disyunción. De tal modo que los intercambios o recombinaciones de material genético en las zonas más próximas al centrómero (durante el período sináptico de las cromátides) confieren a los cromosomas una capacidad de separación meiótica mejor que si los intercambios quiasmáticos se realizan en puntos más distales o alejados del centrómero.
En este contexto, el efecto de la edad materna consistiría en una degeneración o degradación de ciertos factores celulares necesarios para la formación y funcionamiento del huso mitótico. La edad materna afectaría a la capacidad del ovocito para formar un huso operativo, y ello repercutiría para favorecer la no-disyunción de los cromosomas homólogos que no poseyeran quiasmas o estos quiasmas estuvieran en posición distal. (Franck Pellestor Médécine / Sciences, 20(6-7), junio-julio: 691-696, 2004). Lo que sí es totalmente cierto es que a medida que la edad de la mujer aumenta, el riesgo de obtener un embarazo con aneuploidía se incrementa.
Esta asociación está relacionada con el hecho de que los ovocitos tienen la misma edad que la de la mujer. Las mujeres al nacer tienen todos los ovocitos de los que van a disponer a lo largo de su vida, por lo que conforme vaya aumentando la edad de esa mujer, también aumentará la edad de sus ovocitos. Los ovocitos primarios pueden permanecer suspendidos en diplotene durante muchos años antes de que ocurra la ovulación y comience nuevamente la meiosis. Los componentes del huso y otras estructuras requeridas para la segregación cromosómica pueden alterarse en el periodo de detención prolongada de la meiosis, lo que conduce a una aneuploidía en niños nacidos de madres mayores. En el caso de los varones no se presenta este problema debido a que los espermatozoides se generan de forma continua desde la pubertad sin suspensiones prolongadas de las divisiones meióticas. Aunque sí que influye la mala calidad espermática de los varones, independientemente de la edad de estos. (Levron et al, 2001; Coco et al, 2000; Coco et al, 2002; Mehdí et al, 2006).
Sobre más de 8000 ovocitos estudiados por análisis de los cuerpos polares I y II, con sondas de los cromosomas 13, 15, 16, 21 y 22, se ha demostrado que el 50 % de los ovocitos provenientes de mujeres de ≥ 35 años tenían aneuploidías cromosómicas, correspondiendo el 42 % a errores en meiosis I, 37 % a errores en meiosis II y 29 % a errores en ambas meiosis. Un hecho sorprendente al estudiar a los embriones derivados de los ovocitos biopsiados, mediante el análisis de una o varias blastómeros, fue el hallazgo de 1 de cada 3 errores secuenciales que condujeron al rescate de la pseudoeuploidía, originaron embriones anormalmente caóticos (Kuliev & Verlinsky, 2004).
Gracias a diversos estudios se han obtenido las probabilidades de tener a un hijo afectado con aneuploidía, según la edad de la madre:
| Edad materna | Probabilidad de aneuploidía |
| ------------ | --------------------------- |
| 30           | 0,26 %                      |
| 35           | 0,57 %                      |
| 40           | 1,59 %                      |
| 45           | 5,26 %                      |

Si bien la edad materna avanzada es la principal causa de aneuploidía, la mayoría de los nacidos con trisomías nacen de progenitores jóvenes, esto ocurre fundamentalmente porque son los más fértiles. Es por ello que últimamente se está enfocando más la atención a las embarazadas jóvenes con la implementación de los métodos de cribado ecográfico y bioquímico para tamizar a las mujeres con más posibilidades de embarazos aneuploides, ofreciéndoles la posibilidad de los diagnósticos prenatales convencionales a aquellas con mayor riesgo. Pero los resultados de dichos estudios demandan varias semanas. Por este motivo, se están desarrollando metodologías que permitan la obtención de los resultados más rápidamente, con similar certeza diagnóstica que los convencionales.

## Concepto de equilibrio génico
La aneuploidía es casi siempre deletérea por el desequilibrio génico: la proporción entre genes es diferente que en la de los euploides, y esta diferencia interfiere con el funcionamiento normal del genoma. En general, la cantidad de transcrito producido por un gen es directamente proporcional al número de copias que hay de ese gen en la célula. De esta forma, para un gen dado, la tasa de transcripción está directamente relacionada con el número de moldes de ADN disponibles. Así, cuantas más copias hay de un gen, mayor es el número de transcritos que se producen, y se obtendrá una mayor cantidad de esa proteína. Esta relación entre el número de copias de un gen y la cantidad de producto génico producido se denomina efecto de la dosis génica.

## Técnicas para su detección
Este tipo de mutaciones suele detectarse mediante un cariotipo o mediante técnicas basadas en la hibridación fluorescente ''in situ'' (del inglés, FISH), tales como la realización de la hibridación en cromosomas metafásicos, el FISH multicolor SKY (Spectral Karyotyping), hibridación genómica comparativa (Comparative Genomic Hybridizationo CGH) y su variante en array (CGHa).